# Арењо
Арењо (фр. Aregno) насеље је и општина у Француској у региону Корзика, у департману Горња Корзика која припада префектури Калви.
По подацима из 2011. године у општини је живело 587 становника, а густина насељености је износила 63,12 становника/km². Општина се простире на површини од 9,3 km². Налази се на средњој надморској висини од 210 метара (максималној 326 m, а минималној 0 m).

## Демографија
| 1962. | 1968. | 1975. | 1982. | 1990. | 1999. | 2011. |
| ----- | ----- | ----- | ----- | ----- | ----- | ----- |
| 337   | 359   | 490   | 547   | 544   | 567   | 587   |

График промене броја становника у току последњих година